# Autophila argentea
Autophila argentea är en fjärilsart som beskrevs av Caradja 1930. Autophila argentea ingår i släktet Autophila och familjen nattflyn. Inga underarter finns listade i Catalogue of Life.